# Agelasta annamensis
Agelasta annamensis là một loài bọ cánh cứng trong họ Cerambycidae.